# István Csáky
István Csáky (n. 14 iulie 1894, Sighișoara, Austro-Ungaria – d. 27 ianuarie 1941, Budapesta) a fost un om politic maghiar, care a îndeplinit funcția de ministru de externe al Ungariei (10 decembrie 1938-27 ianuarie 1941).
A urmat studii la Facultatea de Drept din Budapesta și la Școala Consulară din Viena. În anul 1919 a intrat în serviciul Ministerul Afacerilor Externe al Ungariei, ca atașat de ambasadă, participând, ca secretar al delegației ungare, la negocierea Tratatului de la Trianon (semnat în 1920). După aceasta, a lucrat în diplomație pe următoarele posturi: secretar II la Ambasada de la Vatican (1921-1923), funcționar în Ministerul de Externe (1923-1924), funcționar la Ambasada Ungariei de la București (1924-1926), adjunct de șef de departament în minister (1928-1932), ambasador al Ungariei la Madrid și Lisabona (1933-1935). În 1935 a fost rechemat în țară, fiind numit ca șef de cabinet al ministrului.
A asistat ca observator la semnarea Acordului de la München (1938), care prevedea cedarea către Germania a regiunii sudete a Cehoslovaciei și a Primului arbitraj (dictat) de la Viena (1938), prin care zone din Slovacia  de sud și partea sud-vestică a Ruteniei Carpatice au fost desprinse din teritoriul Cehoslovaciei și atribuite Ungariei. Două luni mai târziu, la 10 decembrie 1938, prim-ministrul Béla Imrédy al Ungariei l-a numit pe István Csáky în funcția de ministru al afacerilor externe.
În calitate de ministru al afacerilor externe al Ungariei, el a îndeplinit un rol important în deciziile luate la Al doilea arbitraj de la Viena (cunoscut și ca Dictatul de la Viena, semnat la 30 august 1940) și în aderarea Ungariei la Pactul AntiComintern. În numele prim-ministrului Pál Teleki, el a semnat la 12 decembrie 1940 Tratatul de neagresiune și prietenie între Ungaria și Regatul Iugoslaviei. Sănătatea lui Csáky s-a deteriorat treptat, fapt care l-a determinat să intre în concediu medical la 21 decembrie 1940. Csáky nu a putut vedea încălcarea tratatului semnat cu Iugoslavia (Ungaria s-a alăturat campaniei Germaniei împotriva Iugoslaviei în aprilie 1941), deoarece a murit la 27 ianuarie 1941.